# بيل والر
بيل والر (بالإنجليزية: Bill Waller)‏ هو لاعب كرة قدم أمريكية أمريكي، ولد في 16 ديسمبر 1911 في تامسوفيل في الولايات المتحدة، وتوفي في 25 سبتمبر 2007.

## وصلات خارجية
- بيل والر على موقع مرجع كرة القدم المحترفة.كوم (الإنجليزية)